# La Permission de dix heures

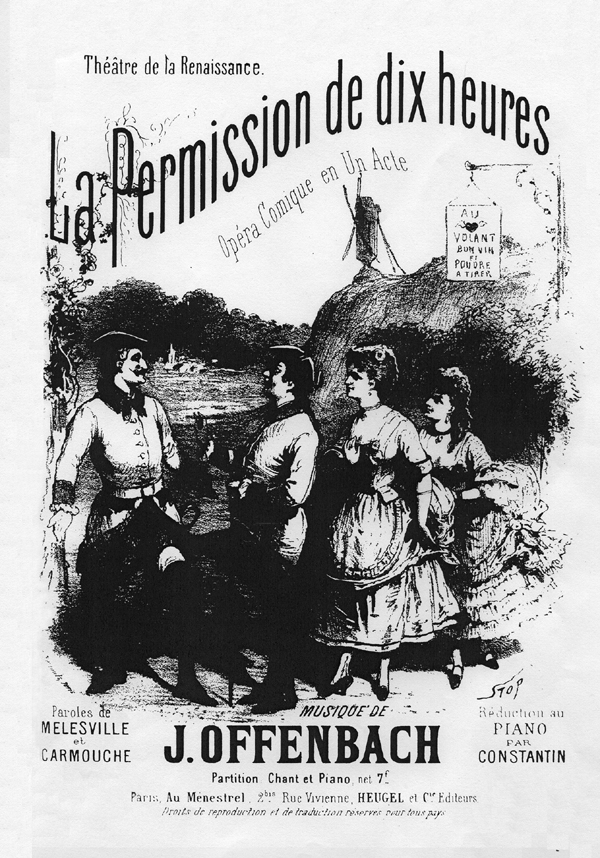
Couverture de la partition de La Permission de dix heures.

La Permission de dix heures est un opéra comique en un acte, composé en 1867 par Jacques Offenbach selon un argument de Mélesville et Carmouche arrangé par Nuitter avec l'accord de Carmouche, d'après le vaudeville des mêmes auteurs, créé au Théâtre du Palais-Royal le 17 avril 1841. L'opéra comique d'Offenbach a été créé à Bad Ems, puis a été produit à Paris, mais n'est pas entré au répertoire.

## Histoire
La première était prévue pour 1866, mais elle a eu lieu finalement à Bad Ems, le 9 juillet 1867, puis l'œuvre a été jouée au Théâtre de la Renaissance de Paris, le 4 septembre 1873, pendant trente-neuf représentations. 
Une production est montée au Carltheater de Vienne sous le titre de Urlaub nach Zapfenstreich en février 1868, puis montrée à Budapest en juin 1871 (Takarodo után).

## Rôles
| Rôle                                                                      | Voix    | Distribution de la première,, Bad Ems, 9 juillet 1867 (Chef d'orchestre: ) | Distribution de Paris, 4 septembre 1873 (Chef d'orchestre: Charles Constantin) |
| ------------------------------------------------------------------------- | ------- | -------------------------------------------------------------------------- | ------------------------------------------------------------------------------ |
| Larose Pompon, soldat aux gardes françaises                               | baryton | Grillon                                                                    | Falchieri                                                                      |
| Lanternick, sergent dans le même régiment                                 | trial   | Gourdon                                                                    | Bonnet                                                                         |
| Le Père Broussaille, garde-champêtre                                      | trial   |                                                                            | Caliste                                                                        |
| Un caporal                                                                | trial   |                                                                            | A. Mertz                                                                       |
| Madame Jobin, veuve                                                       | soprano | Colas                                                                      | Anna Dartaux                                                                   |
| Nicole, sa nièce                                                          | soprano | Marie Lemoine                                                              | Laurence Grivot                                                                |
| Chœur : soldats aux gardes françaises, un garçon de cabaret, une servante |         |                                                                            |                                                                                |

## Argument
En France au XVIIIe siècle, en face de l'auberge Au cœur volant
Le soldat Larose Pompon, du Régiment des Gardes françaises, rencontre brièvement sa fiancée Nicole. La tante de Nicole, la riche veuve Madame Jobin, a interdit à Nicole de se marier avant qu'elle-même ne se remarie. Larose se demande qui il pourrait présenter à Madame Jobin, et les deux amoureux se donnent rendez-vous pour neuf heures du soir. Le sergent Lanternick, honnête Alsacien, fait son entrée ; Larose se dit que le sergent pourrait être la solution. 
Feignant d'être ivre, Larose s'approche de la maison de Madame Jobin, comme pour s'y introduire ; afin de permettre à Lanternick de porter secours à ces dames. Cependant le sergent, trop timide, décline leur invitation de rester à souper, sous le prétexte qu'il n'a pas la permission de dix heures. 
Nicole confie à sa tante que son admirateur s'appelle Larose et Madame Jobin, qui connaît le colonel du régiment, a la ferme intention de solliciter une permission pour celui qui leur a porté secours. Lorsque Lanternick revient, Nicole tente d'éveiller ses sentiments pour sa tante, mais Lanternick pense que c'est lui qui plaît à la jeune fille.
Larose convainc le sergent  d'écrire une lettre à Nicole qu'il a en fait l'intention de passer à Madame Jobin. La retraite sonne.
Bien qu'un seul soldat ait la permission de dix heures, ils arrivent tous les deux.
Dans l'obscurité, Larose, prenant l'accent alsacien, demande à Madame Jobin de se promener avec lui.
C'est alors que le suspicieux garde-champêtre Broussaille vient en patrouille : il tombe sur les deux paires : Larose avec Madame Jobin, Nicole avec Lanternick. Dans la confusion, chaque soldat courtise la femme qu'il ne faut pas, et un quatuor de baisers s'ensuit.
Finalement dans la confusion, le sergent Lanternick  est découvert à genoux devant Madame Jobin, et accepte donc d'épouser la riche veuve – pour le plus grand bonheur de Nicole et Larose.

## Morceaux
- Ouverture
- Air « Faut lui trouver un garçon » (Larose)
- Couplets « Faut que j’fasse un p’tit gonnaissance » (Lanternick)
- Trio et Quatuor « Chacun son écot »
- Couplets « La permission de dix heures »
- Couplets « Allons ! Ne vous désolez pas » (Nicole)
- Trio de la retraite « Larose, entends-tu la retraite ? »
- Couplets « À cette démarche légère » (Mme Jobin)
- Morceau d’ensemble « Ah ! Quelle douce ivresse »
- Final « La permission de dix heures »